# Senjafuda

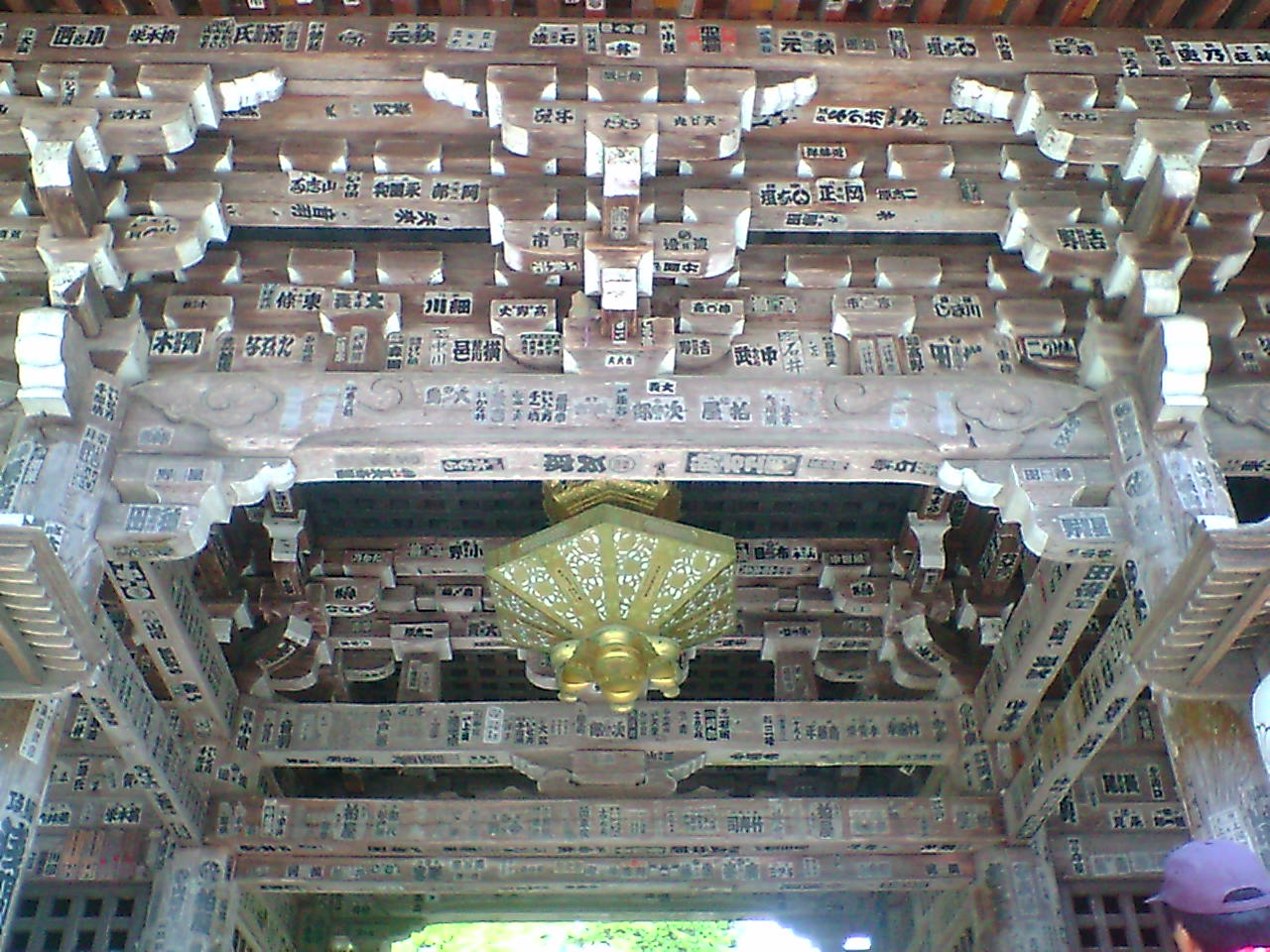
Senjafuda fixés sur une porte d'un sanctuaire à Gifu.

Les senjafuda (千社札, littéralement « mille étiquettes de sanctuaire ») sont des autocollants ou des bouts de papier affichés sur les portes des sanctuaires shinto et des temples bouddhiques au Japon.

## Histoire
La naissance de cette pratique est associée à l'Empereur Kazan (968-1008) qui aurait déposé à l'entrée d'un temple un poème de commémoration de son pèlerinage. Les pèlerinages étaient alors réservés aux classes privilégiées. À l'époque d'Edo, les senjafuda deviennent symboles de chic.

## Description
Aujourd'hui, les senjafuda autocollants portant le nom du fidèle peuvent être achetés pré-imprimés avec des noms communs dans les temples et les sanctuaires dans tout le Japon, ainsi que dans les papeteries et les centres de jeux vidéo. La police d'écriture du senjafuda est l'edomoji (en).
Il existe deux types de senjafuda :
- le daimei nosatsu, la forme classique en noir et blanc et des prénoms ;
- le kokan nosatsu, une forme plus colorée et élaborée. Les plus connus viennent du mouvement ukiyo-e.

Pour déposer un senjafuda, il est nécessaire de procéder au rituel de prière et de demander au temple visité si la pose de senjafuda est tolérée. Il est interdit de recouvrir un objet d'importance ou le senjafuda d'une autre personne. Certains artistes disposent d'outils spéciaux pour coller leur senjafuda jusqu'à sept mètres de hauteur. Un nombre croissant de temples interdisent les senjafuda à la suite de la multiplication de leur usage inapproprié.

## Galerie

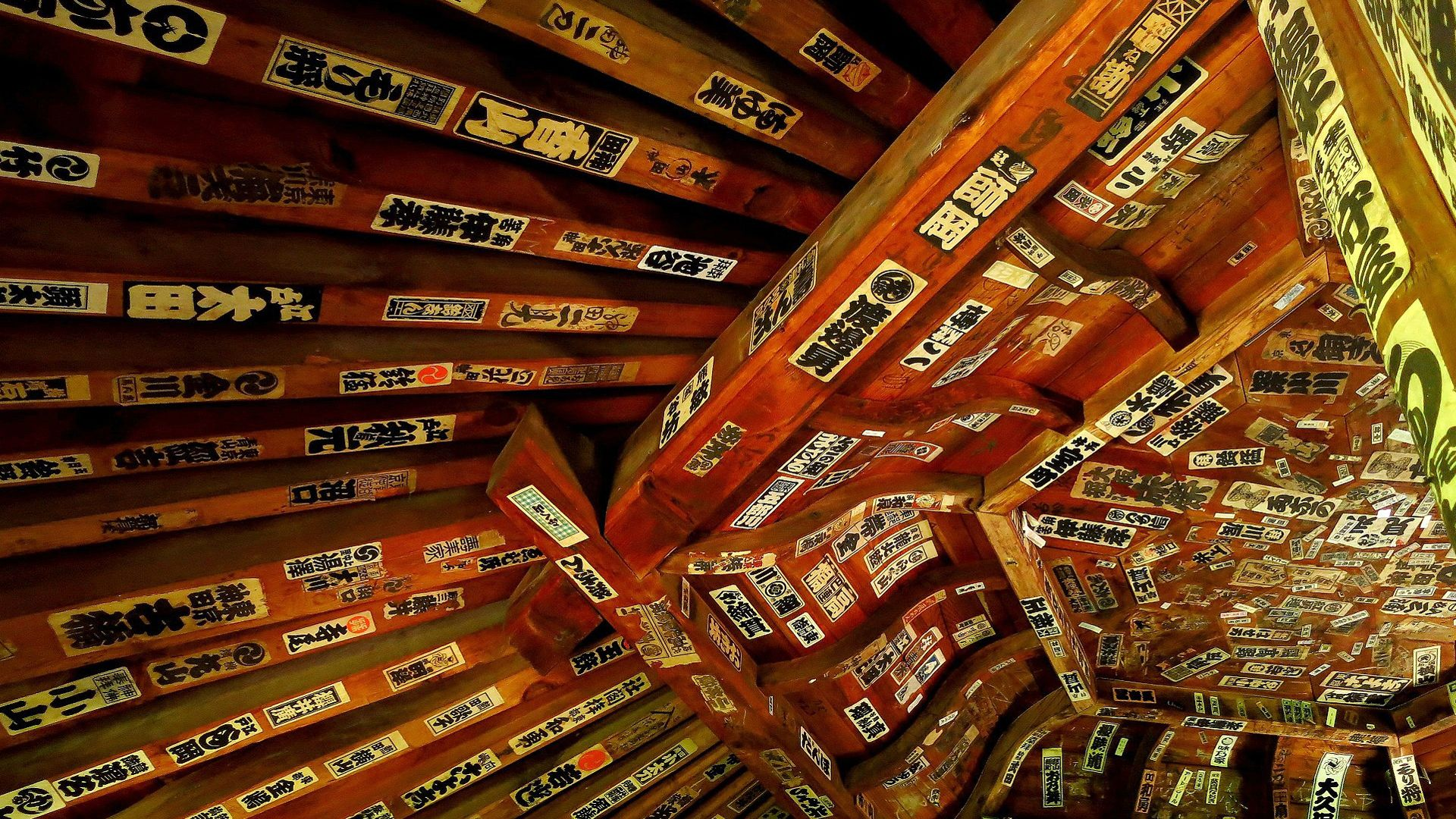
Temple de Sazae-do, Aizuwakamatsu, Fukushima, Japon.
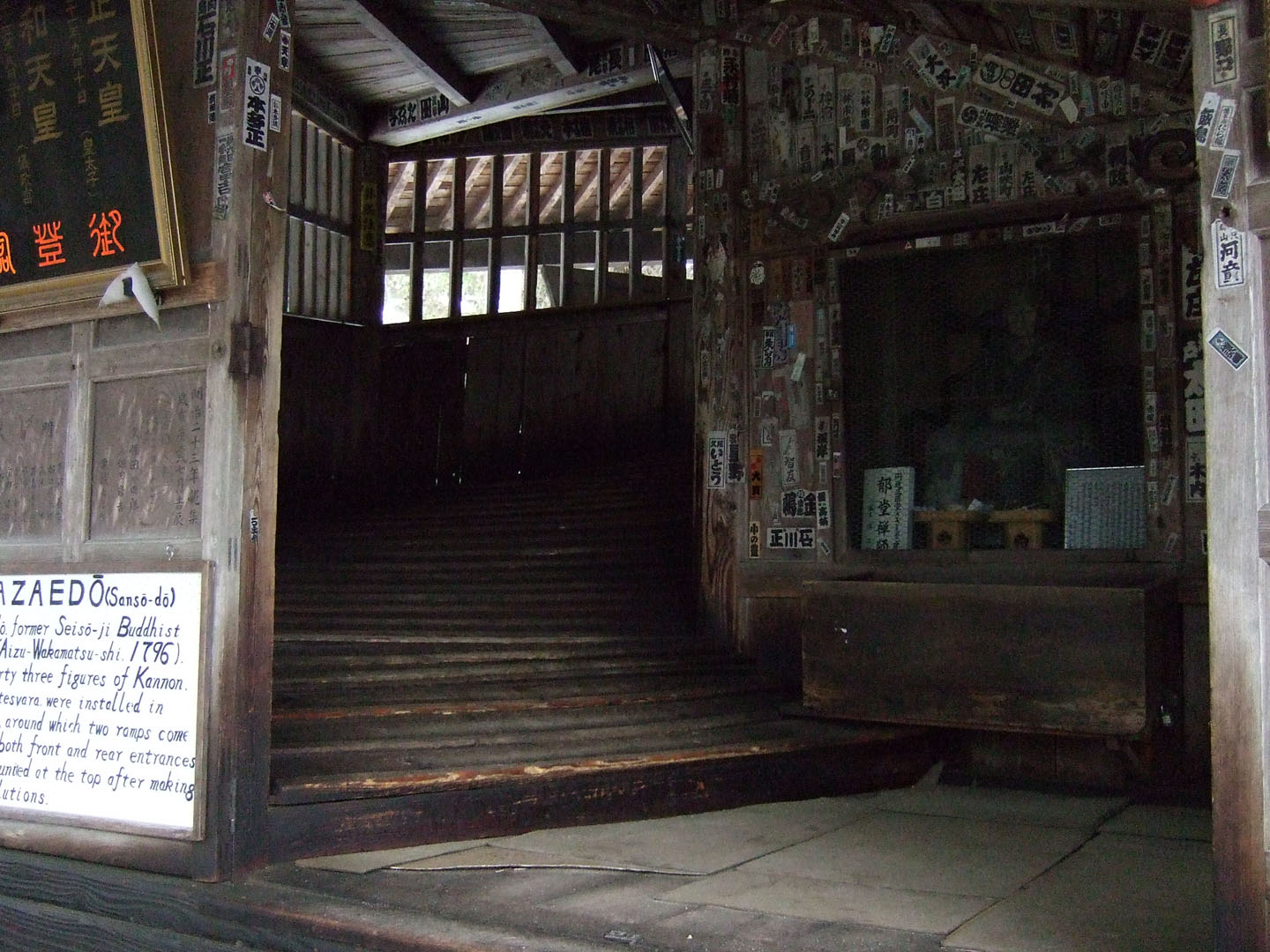
Entrée de Sazae-do, Aizuwakamatsu, Fukushima, Japon.
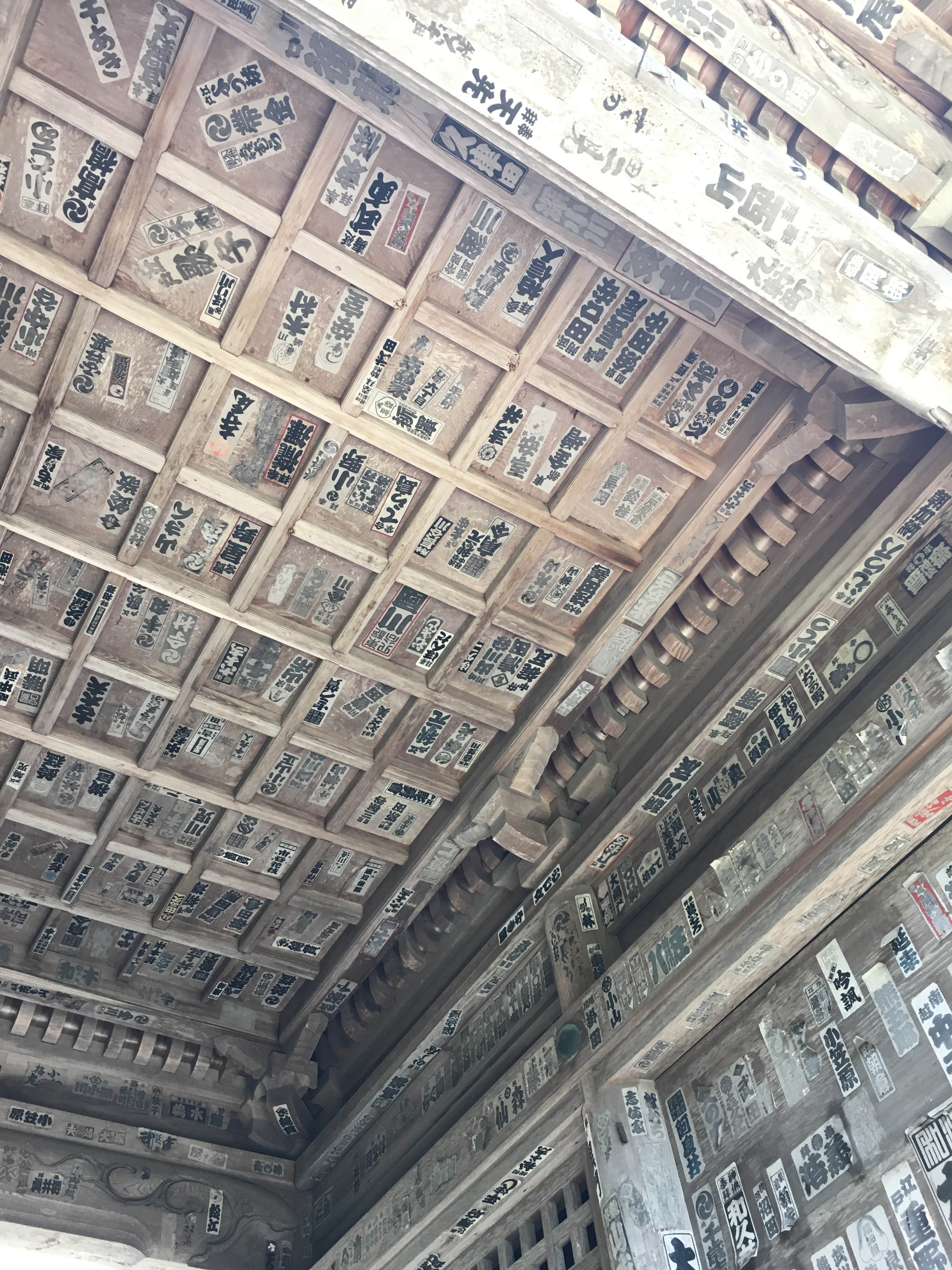
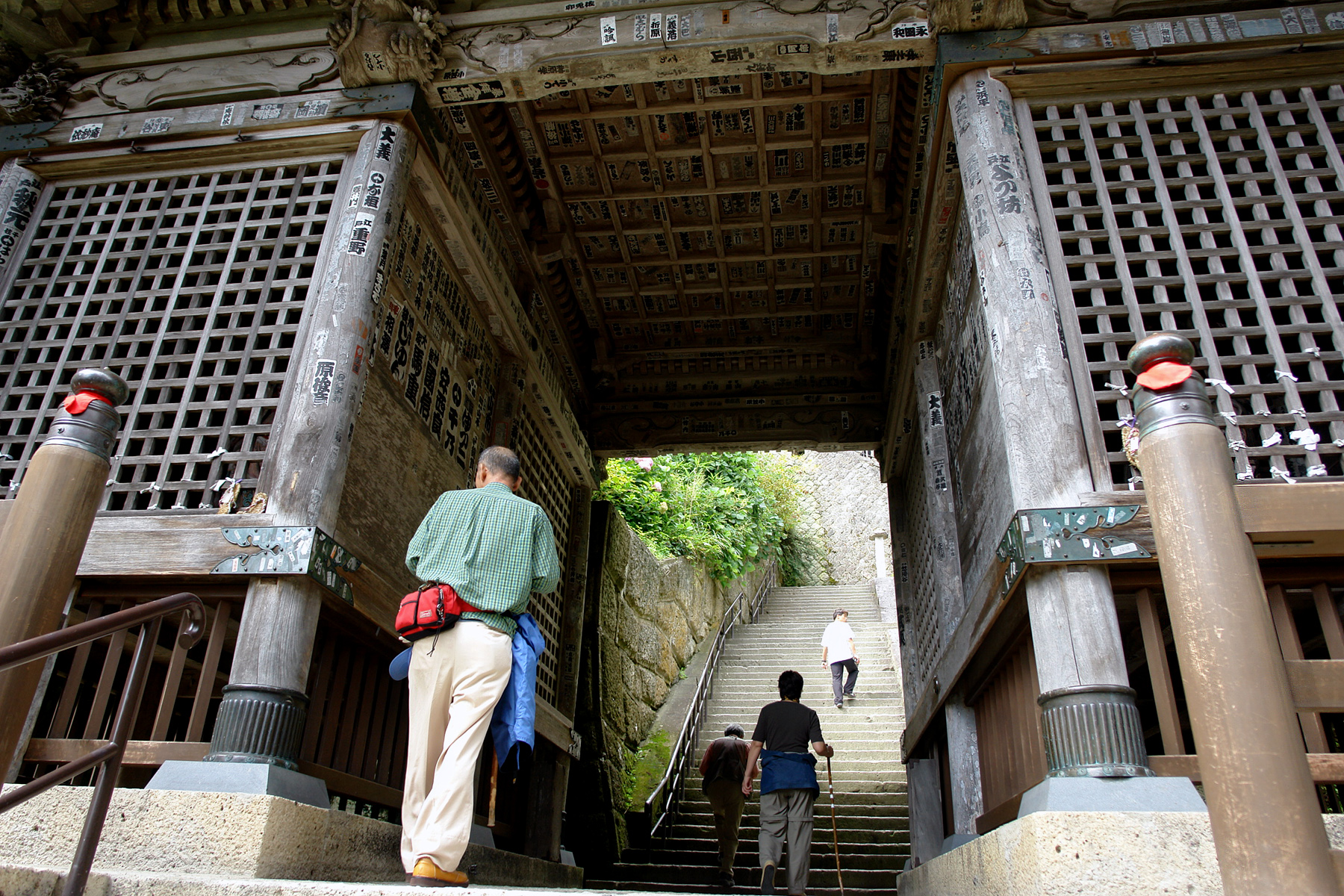
Entrée du Yama-dera.
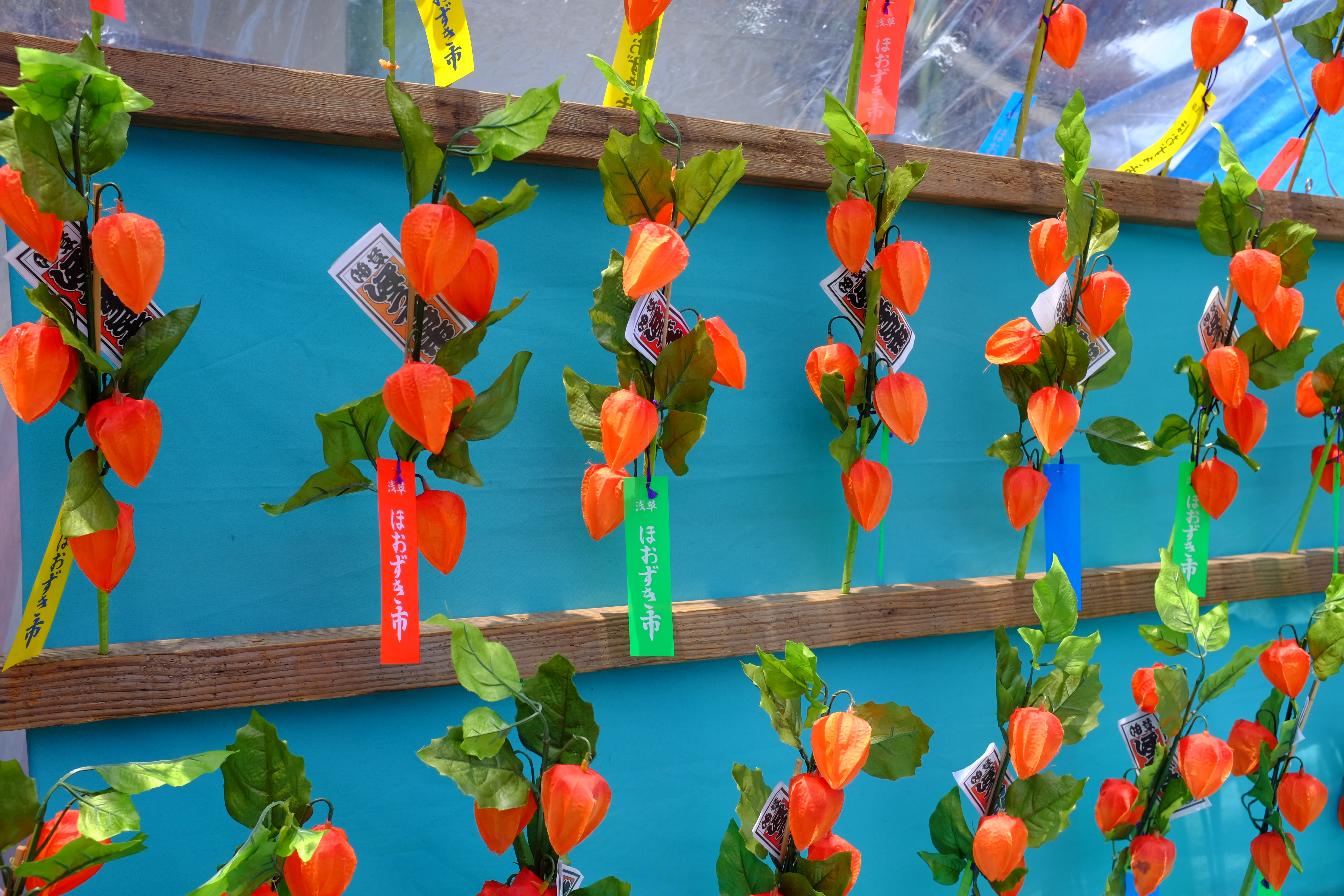
Senjafuda dans le quartier d'Asakusa.
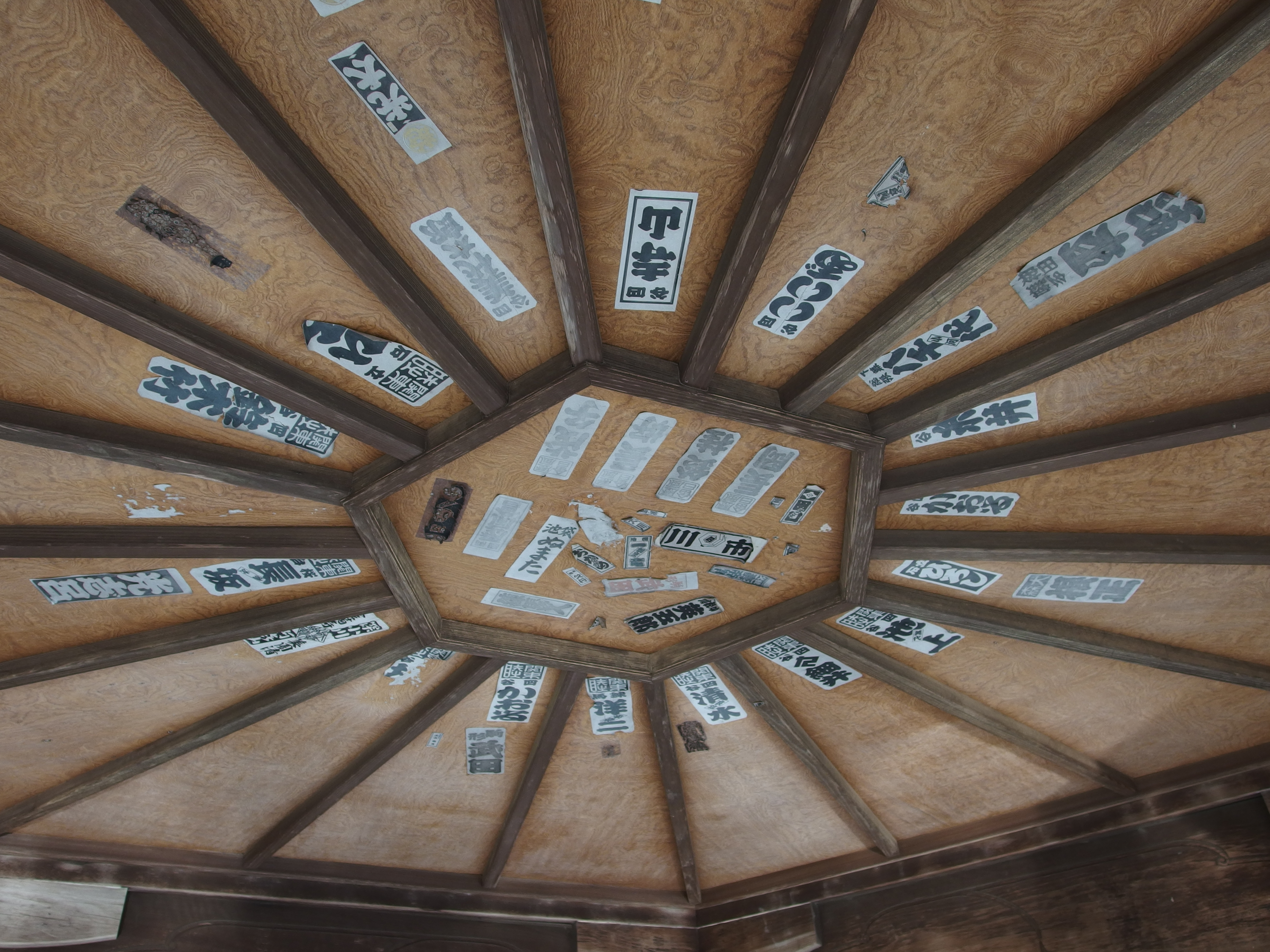
Temple Naritasan Shinshoji à Narita.